# Ерлабрунн
Ерлабрунн (нім. Erlabrunn) — громада в Німеччині, розташована в землі Баварія. Підпорядковується адміністративному округу Нижня Франконія. Входить до складу району Вюрцбург. Складова частина об'єднання громад Маргетсгехгайм.
Площа — 4,01 км2. Населення становить 1804 ос. (станом на 31 грудня 2020).

## Галерея

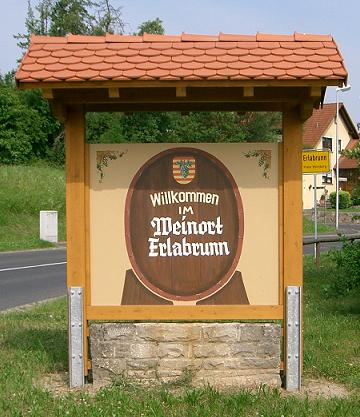
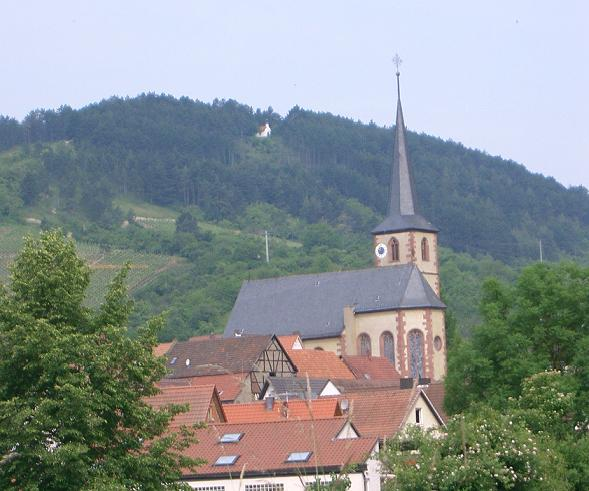